# Nawnghoi
Nawnghoi är ett berg i Myanmar.   Det ligger i regionen Shanstaten, i den nordöstra delen av landet, 500 km nordost om huvudstaden Naypyidaw. Toppen på Nawnghoi är 1 918 meter över havet, eller 710 meter över den omgivande terrängen. Bredden vid basen är 29,0 kilometer.
Terrängen runt Nawnghoi är bergig åt nordost, men åt sydväst är den kuperad. Runt Nawnghoi är det glesbefolkat, med 20 invånare per kvadratkilometer. I omgivningarna runt Nawnghoi växer i huvudsak städsegrön lövskog.